# 지앤비에스에코
주식회사 지앤비에스에코(영어: GnBS eco)는 대한민국의 반도체·디스플레이·태양광 공정에서 발생하는 유해가스를 정화하는 스크러버 제조 기업이다.
2023년 3월 24일에 사명을 지앤비에스엔지니어링에서 현재로 변경하였다.